# 하안

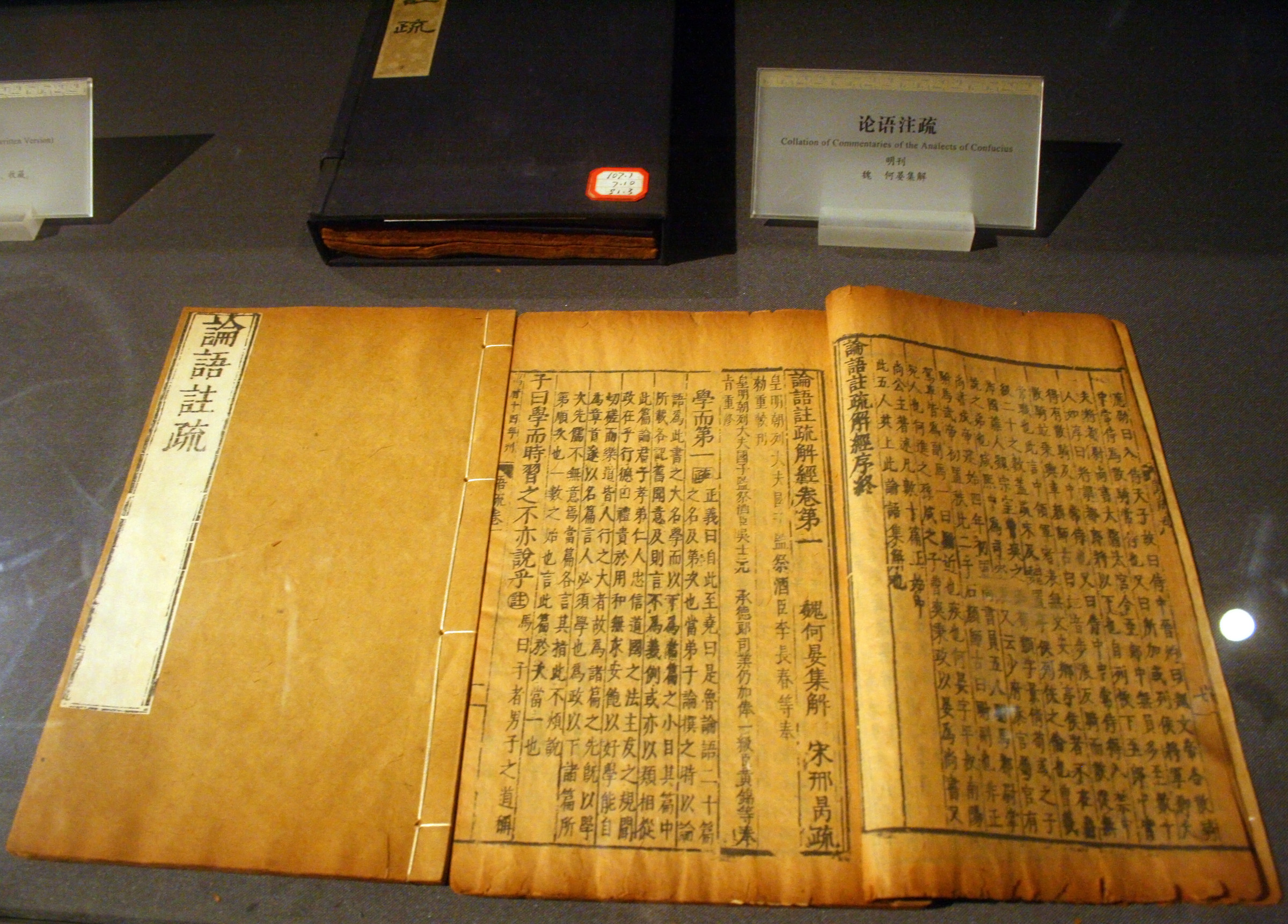
하안이 작성한 공자의 논어의 주해석.

하안(何晏, 193년? ~ 249년)은 중국 삼국 시대 조위의 관료이자 사상가로, 자는 평숙(平叔)이며, 남양군 완현(宛縣) 사람이다. 후한의 대장군 하진의 손자이다.

## 생애
조부 하진은 십상시의 난 때 뜻밖의 죽음을 당한 데 이어 종조부 하묘(何苗)도 조부의 암살에 가담했다는 혐의를 받아 죽음을 당했다.
이후 정권을 잡은 동탁(董卓)에 의해 고모할머니 하태후(何太后)와 그 아들인 소제가 폐위당한 뒤 독살당한 데 이어 종조부 하묘도 조부를 죽게 했다는 이유로 동탁에 의해 무덤이 파헤쳐져 시체가 절단되면서 길에 버려졌고 증조할머니 무양군(舞陽君)을 비롯한 하씨 일족들이 동탁에 의해 몰살당했으며, 여기서 그의 아버지 가 간신히 살아남았으나 일찍 병사했고, 어머니 윤(尹)씨는 조조에게 재가하여 하안은 조조의 양자로 들어가 위(魏)나라 궁정에서 양육되었다. 어릴 때부터 영특하여 이름이 널리 알려졌으며, 이때부터 노장(老莊)에 심취하였다. 이후 조조의 딸인 금향공주(金鄕公主)를 아내로 맞아 부마(駙馬)가 되었다.
그러나 하안의 거리낌없고 추시부세(趨時附勢)적인 성정 때문에 문제(文帝)와 명제(明帝)는 그를 중용하지 않았다. 특히 문제는 그가 조조의 양자라는 지위로 허세를 부리는 것이 탐탁지 않아 관직에 임명하지도 않았다고 한다.
명제가 붕어하자, 그의 양자인 조방(曹芳)이 8살의 나이로 제위를 계승하였다. 이때 황족인 조상(曹爽)이 집권하였는데, 하안은 그의 수하로 들어가 이부상서(吏部尙書)로 임명되며 정치 무대에 본격적으로 입성했다. 하안은 조상을 필두로 하는 붕당을 조직하여 중권(重權)을 조상이 소유하며, 모든 결재를 조상이 먼저 심사토록 하였다. 조상의 붕당엔 하안을 비롯하여 당시 경박재자(輕薄才子)로 불리던 사람들이나 있었다.
이처럼 그들의 세력은 기초가 없으며 평판이 좋지 못한 사람들로 구성이 되어 있었기 때문에, 하안은 자신들의 세력과 영합하는 자는 승진시키고, 거스르는 자는 파면시켰으며, 또한 당시 권력의 가도를 달리던 사마의(司馬懿)를 정계에서 물러나도록 만들어 조상의 권력을 더욱 확고히 하였다. 그리고 태후의 궁을 자신들이 맘대로 옮기는가 하면, 조방이 집행하는 일에 사사건건 간섭하였다.
이와 동시에 그들에 대한 관료들의 불만은 커져만 갔고, 249년 조방과 조상, 그리고 그의 일파가 명제의 능인 고평릉(高平陵)에 제사를 드리러 간 사이에 조상의 권력 독주에 불만을 품은 사마의가 군사를 일으켜 하안을 비롯한 조상의 일파를 죽였다(고평릉의 변).
하안은 삶의 근본을 정치가 아닌 학문에 두어, 현학과 유학, 도가 학문에 두루 깊이 연구를 다하여 당시의 지재이던 왕필(王弼)을 발탁하는가 하면 여러 저서를 남기기도 했다.

## 사상
하안은 후한 왕조가 붕괴되고 각지의 군웅이 봉기한 군웅할거(群雄割據)시대를 거쳐 삼국시대(三國時代)로 이어지는 시기에 살았다. 이러한 혼란의 시기는 정치를 비판하고 인물을 평가하는 것을 유행하게 하였다. 삼국시대에 들어 위 왕조의 정치적 언론탄압과 유학의 쇠퇴 등으로 정치 비판과 인물 비평은 자취를 감추고, 사람들은 노장학에 관심을 가지게 되어 형이상학적 담론, 또는 철학론적 색채가 짙은 현학(玄學)이 발생하게 된다.
하안은 이러한 시기를 지내며 귀족이라는 자신의 출신성분을 통해 당시 유행하던 현학에 대해 깊은 연구를 충분히 할 수 있었다.
하안은 정시(正始) 연간, 왕필과 노장에 대한 논의를 거쳐, ‘천지만물은 모두 무위를 근본으로 삼는다(以無爲爲本)’는 결론에 다다랐다. “무(無)는 사물을 열고 사물의 본분을 완성시키며, 모든 곳에 두루 존재하는 것이다. 음양 또한 무에 의지하여 생긴다. 고로 무는 모든 것 중 가장 귀한 존재다.” 라는 자신만의 사상을 확립하기에 이른다. 하안은 《주역(周易)》, 《노자(老子)》, 《장자(莊子)》 등 삼현경의 중요성을 깊이 깨달았고, 이 셋을 동등한 위치에서 바라보았다. 당시 유학자들은 이 삼현경을 모두 중시하여 연구하려는 경향이 있었으나 《주역》은 경시하는 풍조가 있었다.
하안은 철학의 방법론이 《주역》에 담겨있음을 알고 이를 높게 보았다. 《주역》은 음양(陰陽)을 논리적인 틀로 내용을 전개하고 있는데, 여기서 음양의 운행으로 성립되는 ‘도(道)’는 이 세계를 설명하는 데에 유용했다. 하안은 《주역》이 갖고 있는 논리적 틀이 다른 경전에도 적용될 수 있다고 생각하여 《주역》의 ‘도’를 갖고 경전을 이해하고 해석하려 하였다. ‘도’는 곧 도가(道家), 즉 노자와 장자의 학문과 일맥상통하는 것이므로 곧 그는 노장 사상을 유가의 경전에 대입하였다. 이를 바탕으로 하안은 자신의 저서 《도덕론》에서 결국 공자와 노자의 주장은 일치한다는 결론을 설파하기에 이른다.
예를 들어, 《논어》 〈선진〉편에는 “공자께서 말씀하시기를, ‘안회(顔回)는 도에 가깝구나. 자주 텅 비어[空] 있도다.’”라는 구절이 있다. 여기서 대부분의 유학자들은 비어있다는 것은 먹을 것이 없다는 것으로 풀어, 공자가 제자 안회가 자신의 가난한 처지에 비관하지 않는 것을 칭찬하는 것으로 이해하였다. 그러나 하안은 공(空)을 마음 속이 빈다는 것으로 해석하였다. 마음을 비우지 않고서는 도를 알 수 없다는 이론과 함께하고 있는데, 이는 《장자》에서 말한 “도는 허심에 머문다. 이 허심이 곧 심재(心齋 : 마음을 비운다)이다.”라는 격언을 통해 《논어》를 분석하고 있는 것이다. 이후 《논어》 주해자들은 하안의 해석을 채택하여 공자를 더욱 도가화하였다.
그러나 하안은 맹목적으로 도가 사상만 따른 것은 아니었다. 위에서 말했듯이, 하안은 《주역》을 중시하였는데, 《주역》은 음양을 바탕으로 쓰여진 책이다. 하안은 이러한 역학 관계 때문에 음양 또한 간과하지 않고 중요시하였다. 더 나아가 그는 ‘무(無)’ 가 ‘역(易 : 변화)’이며, 역이 곧 음양이고, 음양이 만물을 낳는다는 이론을 설파한다. 여기서 하안은 ‘역(易)’을 통해 논어를 풀이한다. 이러한 하안의 입장은 유가적 정명론을 통해 제도의 완비를 강구하는 것이다. 하안은 이러한 사상을 통해 정치 생활을 하며 많은 제도를 교체하였던 것이다. 이에 반해, 노자는 “만물은 음을 지고 양을 안는다”라며 음양에 대해 언급은 하였으나 음양을 자신의 철학적 도구로 삼지 않았다. 여기서 하안과 노자의 이론적 차이가 보여지는 것이다. 하안은 기본적으로 유가의 경전 중 하나인 《주역》과 《주역》의 음양론을 통해 세계를 설명하려 하였으며, 《노자》의 ‘무(無)’를 《주역》의 ‘역(易)’으로 해석함으로써 무와 ‘유(有)’를 동일시하였다. 곧 그는 본질과 현상을 철저히 결합시키는 입장에 서있었던 것이다. 이 때문에 오늘날 학계에서는 하안을 철저한 노장학자가 아닌, 인의(仁義)를 긍정하며 유가의 기본 이념에 충실하며 노장학을 연구한 유학자로 보고 있는 것이다.

## 저서
- 《논어집해(論語集解)》
- 《주역강소(周易講疏)》
- 《도덕론(道德論)》

## 평가
하안은 자신의 외모를 많이 가꾸어 이름이 났다. 얼굴에 분을 바르고 다니며 자신의 그림자가 으쓱대는 것을 즐겼다고 한다. 이러한 것에 대해 당시 유명한 점술가 관로(管輅)는 “얼굴이 하얗고 걷는 것이 나무와 같은 하안은 귀(鬼)의 상으로 오래 장수할 상이 아니다”라고 평하였고, 이는 적중하였다.

## 하안의 친족관계

### 관련 인물
하묘　하진